# Думиничі (станція, Калузька область)
Думиничі (рос. Думиничи) — присілок в Думіницькому районі Калузької області Російської Федерації.
Населення становить 485 осіб. Входить до складу муніципального утворення Присілок Думиничі.

## Історія
Від 2004 року входить до складу муніципального утворення Присілок Думиничі.

## Населення
| 2010  | 2014  | 2016  | 2017  | 2018  | 2019  | 2020  |
| ----- | ----- | ----- | ----- | ----- | ----- | ----- |
| 947   | ↗969  | ↗1013 | ↗1024 | ↗1027 | ↘1023 | ↘1021 |
| 2021  | 2022  |       |       |       |       |       |
| ↘1019 | ↘1000 |       |       |       |       |       |